# Chartreuse Sainte-Marie-Madeleine-sous-la-Croix de Louvain
La chartreuse Sainte-Marie-Madeleine-sous-la-Croix était un établissement monastique regroupant une communauté de Chartreux
entre 1504 et 1783. L'édifice fut fondé en 1491 à Louvain, situé aujourd'hui dans la province du Brabant flamand, en Belgique. Parmi les vingt chartreuses de ce pays, c'est la seule à être construite à l'intérieur des murs d'une ville.

## Histoire
La chartreuse de Louvain est l’avant-dernière fondation cartusienne de la province de Teutonie. En projet depuis 1489, cette chartreuse est fondée, à
l’intérieur de la ville, près de la paroisse de Sint-Jacob, au sud-ouest de la ville, entouré par la Bankstraat au nord, la Heilige-Geeststraat à l'est et la Tervuursevest à l'ouest et au sud, en 1491 sur un terrain acheté et donné par Gauthier ou Woutier Watelet / Walter van Waterleet, aumonier de Charles le Téméraire. La duchesse Marguerite d'York, veuve de Charles le Téméraire obtient la permission du conseil municipal de Louvain en 1489 pour fonder un monastère chartreux qu'elle dote. Son incorporation dans l’Ordre date de 1504.
Un premier bâtiment monastique est construit à la fin du XVe siècle et au début du XVIe siècle avec une église monastique. Les dons pour la construction du monastère sont considérables. Chaque bienfaiteur paye pour la construction d'une cellule du monastère; la cellule porte alors le nom de son donneur. La construction d'un monastère encore plus grand commence au XVIe siècle. Son jardin intérieur est cinq fois plus grand que le jardin intérieur du premier monastère. Le monastère des Chartreux est incorporé à l'Université de Louvain en 1521.
Le XVIe siècle est une période de construction, mais pas d’essor spirituel, probablement à cause des tracas temporels. Les rapports de visite peignent une image négative des moines; la civilisation bourgeoise, la désobéissance et les violations des règles monastiques sont des critiques bisannuelles. Les visiteurs de l'ordre envoient en 1525, quatre des quinze moines dans une autre maison pour y apprendre à vivre en vrais chartreux. Vers 1560, la maison connait un temps de prospérité matérielle et spirituelle, mais après 1560-1579, la situation matérielle est pire que jamais. L’aide d’autres maisons est indispensable, les fonds des maisons supprimées sauvent Louvain en difficulté. La présence des moines de Sheen Anglorum de 1578 à 1589, cause des difficultés supplémentaires.
Au XVIIe siècle, la situation s’améliore par les dons de bienfaiteurs et l’acquisition de nouvelles terres. En 1614, un incendie se déclare dans les écuries, qui endommage gravement l'aile ouest dans le jardin des frères laïcs et, en même temps, le monastère est désormais obligé de recruter des soldats pendant les guerres. Un nouveau bâtiment en briques est complètement achevé en 1627.
Le XVIIIe siècle est une période de lente déchéance. Par manque de moines, la communauté est obligée de vendre et de louer des terrains. Après l'occupation de Louvain par les troupes françaises, le 5 mai 1746, 12 fours à pain sont construits dans le jardin du monastère pour nourrir le régiment de la ville. Le grenier du monastère est désormais utilisé comme entrepôt pour le stockage des munitions. En 1773, des parties du domaine du monastère sont à nouveau vendues pour améliorer la situation financière. En 1779, les troupes autrichiennes sont cantonnées et le complexe du monastère est endommagé par l'explosion d'un chargement de munitions. Le nombre de moines a encore diminué et en 1780, la démolition de l'aile nord et ouest du grand bâtiment du monastère est entreprise pour réduire les coûts d'entretien de ce complexe monastique devenu trop grand.
En 1783, lors de la suppression, dans le cadre des réformes rationalistes de l'empereur Joseph II, il n’y a que huit moines, âgés de 39 à 50 ans qui expriment à l'archevêque de Malines le désir de servir comme prêtres séculiers. La bibliothèque d'environ 1200 livres est en grande partie transférée à Bruxelles; une pièce est vendue publiquement sur place. Toutes les œuvres d'art et le vitrail sont retirés et vendus. Les reliques sont données à l'église Saint-Pierre de Louvain. En 1787, on vend les vitraux de la partie subsistante.
Entre 1783 et 1798, les bâtiments abritent tour à tour les troupes françaises et autrichiennes. Les soldats demeurent dans les cellules restantes; les bâtiments communautaires sont utilisés comme locaux de stockage pour les produits agricoles et les produits militaires. Un dépôt de munitions explose et des parties du monastère sont détruites. En 1794 les troupes françaises ont installé 6 fours de cuisson dans l'église pour approvisionner l'armée. Les bâtiments sont vendus en 1798. L'église, construite de 1501 à 1530, est démolie en 1806 pour pouvoir vendre le matériau de construction.

## Prieurs
- 1504 -1525 ; Petri van Delft, premier recteur (1494-1504) puis prieur du monastère.
- 1773 : Benedikt ’t Kind

## Moine chartreux
- Thierry d'Eemste (de ou de Harlem) (†1542), un des premiers religieux de la Chartreuse de Louvain; excella dans la peinture[3].

## Iconographie
| Louvain monumental ou Description historique et artistique de tous les édifices civils et religieux de la dite ville, par Edward van Even, p. 419 |
| Le couvent des chartreux. |

| Louvain monumental ou Description historique et artistique de tous les édifices civils et religieux de la dite ville, par Edward van Even, p. 421. |
| Pourtour du couvent des chartreux. |